# برگ کاج
برگ کاج رئیس قبیله کلاغ بود که در نبردهای بین سرخپوستان دهه ۱۸۳۰ پیروز شد.
جیمز بکورث او را در خودزندگینامه‌اش وصف کرده‌است و ادوین دنیگ در تاریخچهٔ قبایل بالای رودخانه میزوری از او نوشته است.
برگ کاج در قبیله گراس ونتر (Gros Ventres به فرانسوی به معنای شکم گنده) زاده شد و در ده سالگی به دست نیروی حملهٔ قبیله کلاغ اسیر شد. او در این قبیله بزرگ شد و کارهای مردانه یاد گرفت. در حالی که همیشه لباس زنانه می‌پوشید تیمار اسب، شکار، و فنون جنگ (اغلب علیه قبایل پا سیاه) را آموخت. او دستکم چهار همسر زن داشت و در شورای قبایل قدرت پیدا کرد آنچنان که شخص سوم در کل قبیله‌ای شامل ۱۶۰ دسته بود. او در سال ۱۸۵۴ به دست افراد قبیله گراس ونتر در نزدیکی فورت یونین کشته شد. می‌توان برگ کاج را دو روح (Two-Spirit یا Berdêche) دانست. «دو روح» اصطلاحی است برای سرخپوستانی که یکی از چندین نقش جنسیتی مختلط جوامع سرخپوست آمریکا را داشتند.